# Felicitas Frischmuth

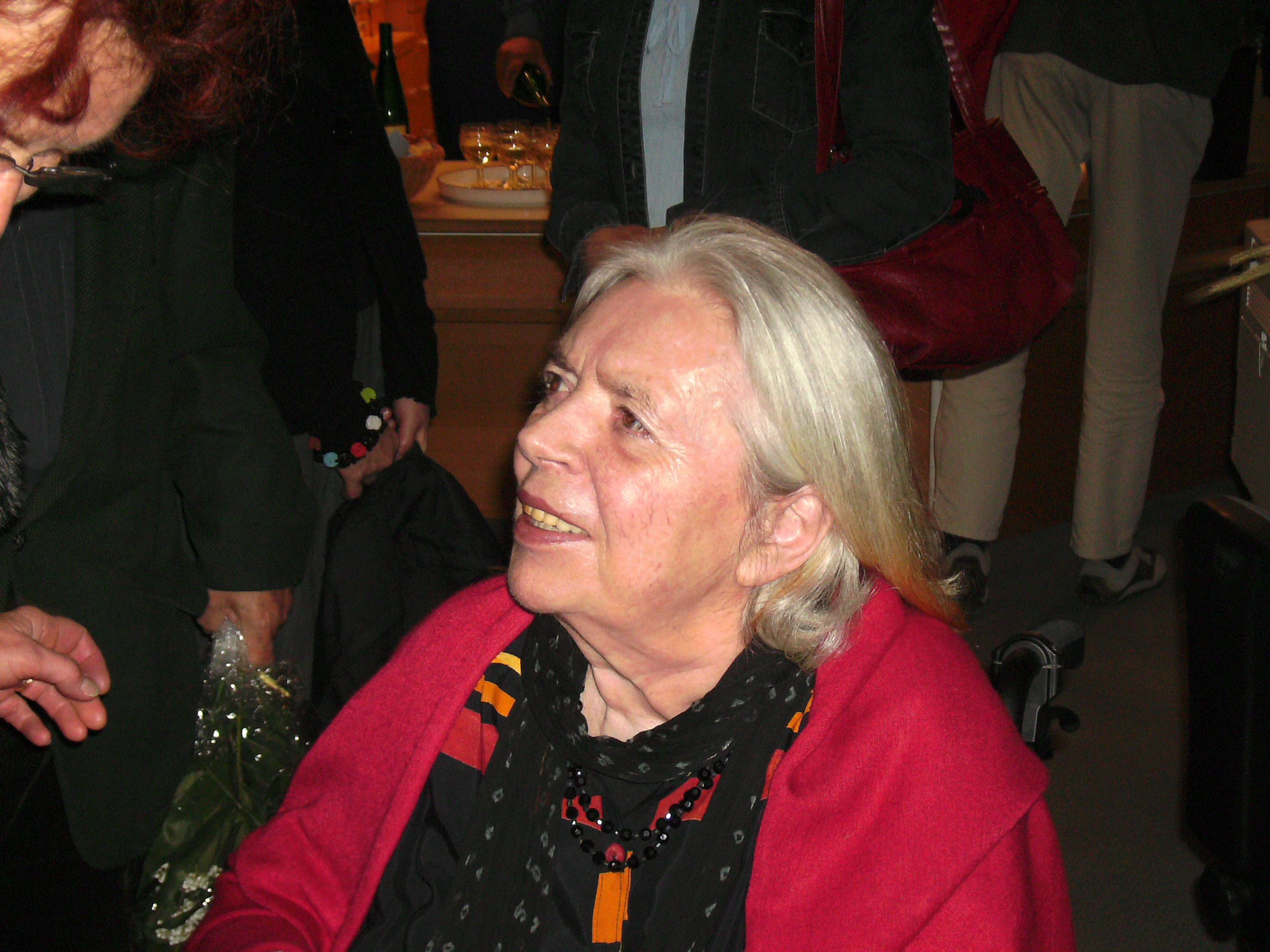
Felicitas Frischmuth

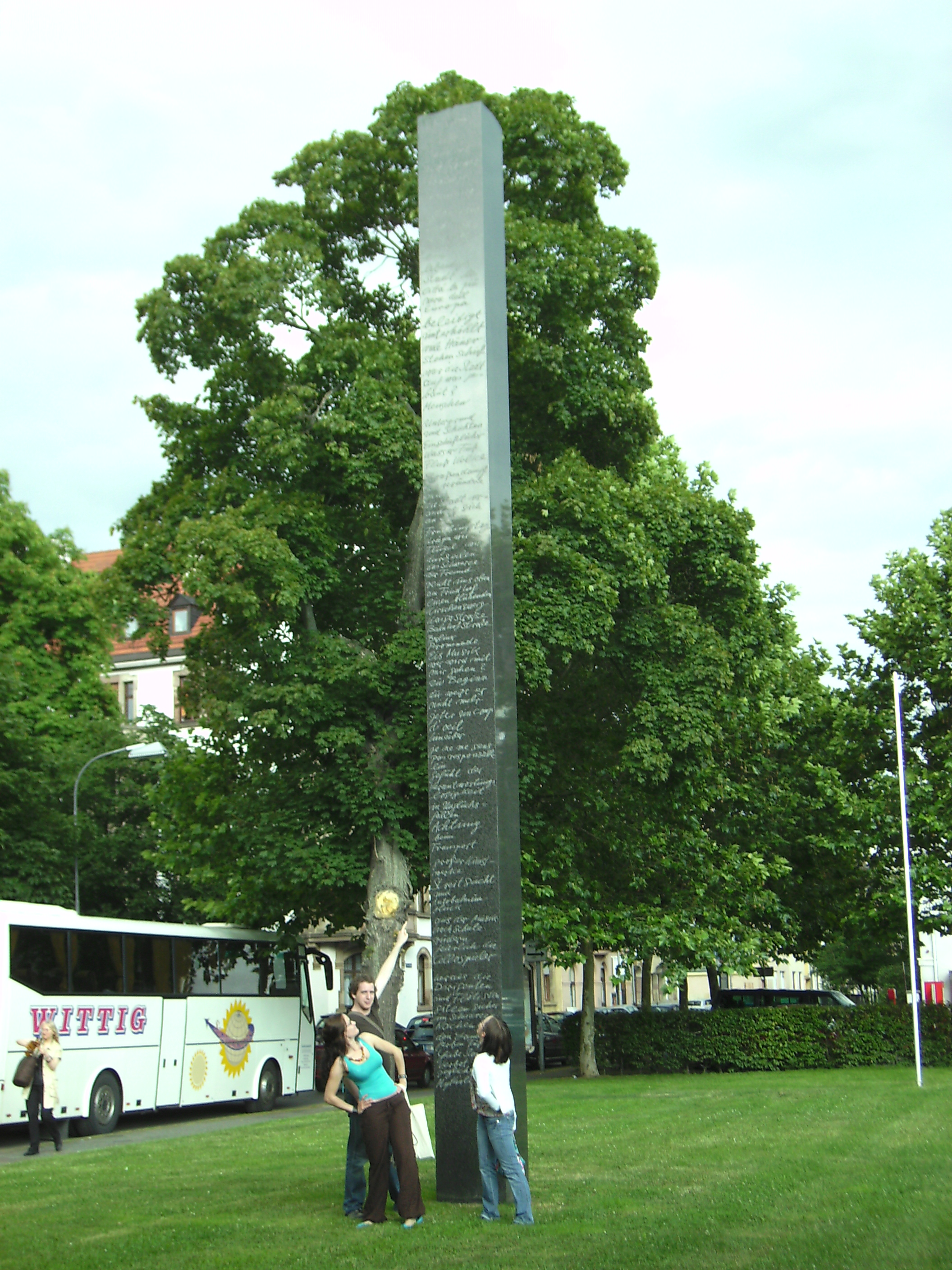
Stele von Leo Kornbrust mit Texten von Fe Frischmuth vor dem Saarlandmuseum, Saarbrücken

Felicitas („Fe“) Frischmuth (* 2. Oktober 1930 in Berlin; † 12. August 2009 in St. Wendel) war eine deutsche Schriftstellerin und Lyrikerin.
Noch während ihrer Schulzeit studierte sie Musik, danach klassische Philologie und Philosophie an der Johann Wolfgang Goethe-Universität in Frankfurt am Main, unter anderem bei Theodor Adorno. Seit 1959 lebte sie im saarländischen St. Wendel. Ihr literarisches Werk umfasst eine große Zahl an Gedichten, Erzähl- und Begleittexten zur Kunst. Von ihrer Verbundenheit mit der deutsch-französischen Grenzregion zeugt exemplarisch der 1995 gemeinsam mit dem Lothringer Bernard Vargaftig verfasste Lyrikband Im Gehen/Quand on marche. In den Jahren 1978/79 lebte und arbeitete sie im Rahmen eines Studienaufenthaltes im Atelierhaus der Künstlerkolonie Worpswede. 1982 wurde ihr der Kunstpreis des Saarlandes, der wichtigste saarländische Kulturpreis, verliehen. Sie war verheiratet mit dem saarländischen Künstler und Kunstprofessor Leo Kornbrust, der in seine Plastiken häufig literarische Texte seiner Ehefrau einarbeitete (z. B. in den Stelen vor dem Saarlandmuseum in Saarbrücken und an der Brudermühlstraße in München).
Felicitas Frischmuth starb nach langer schwerer Krankheit.

## Bibliographie (Auswahl)
- Felicitas Frischmuth: Papiertraum. [Gedichte]. Saarbrücker Druckerei und Verlag, Saarbrücken 1977. 71 S.
- Felicitas Frischmuth, Martin Buchhorn, Ludwig Harig (Hrsg.): Neue Poesie aus Georgien. Saarbrücker Druckerei und Verlag, Saarbrücken 1978, 120 S.
- Felicitas Frischmuth: An den Rand des Bekannten. Saarbrücker Druckerei und Verlag, Saarbrücken 1980, 77 S.
- Felicitas Frischmuth: Moment mal. Anderland, München 1980, 50 S.
- Felicitas Frischmuth: Lockrufe. Dussa, Buch am Ammersee 1982, 38 S.
- Felicitas Frischmuth: Nach einer Seite fliegt mein Herz heraus. Gedichte. Pfälzische Verlagsanstalt, Landau 1985, 58 S.
- Felicitas Frischmuth: Weit von Mozart entfernt. Gedicht und Bildfolge. Ed. Monika Beck, Homburg 1985, 28 unpag. S.
- Felicitas Frischmuth: Alle Flammen sind besetzt. Gedichte. Mit farbigen Illustrationen nach Alfons Lachauer. Verl. Neue Kunst, München 1986, 14 Blätter.
- Felicitas Frischmuth: Kein Zaun Keine Mauer. Parolen auf ein Haus. Saarbrücker Druckerei u. Verl., Saarbrücken 1986, 15 S.
- Felicitas Frischmuth:  Felicitas Frischmuth. Hrsg. von Bernhard Beck. Ed. Monika Beck, Homburg 1986, 104 S., zahlr. Abb. ISBN 3-924360-65-0.
- Felicitas Frischmuth: Die kleinen Erschütterungen – eine Mutter aus Wörtern. Erzählung. Fischer, Frankfurt 1987, 105 S. ISBN 3-596-24700-4.
- Felicitas Frischmuth: Der schwere Körper am Trapez. Liebe aus Wörtern. Prosa. Pfälzische Verlagsanstalt, Landau 1987, 85 S.
- Felicitas Frischmuth: Landzunge – Gedichte. Pfälz. Verlagsanstalt., Landau 1990, 25 S.
- Felicitas Frischmuth: Vom Spiel der Formen zur Farbe der Gegenstände. Mit farb. Taf. von Jutta Amsel. Dussa, Buch am Ammersee 1992, 38 S.
- Felicitas Frischmuth / Bernard Vargaftig: Im Gehen – Quand on marche. Gedichte/Poemes [zweisprachig]. Gollenstein Verlag, Blieskastel 1995, 157 S.
- Felicitas Frischmuth: Metamorphosis – Gedichte. Zeichnungen von James Reineking. Kastner, Wolnzach 2008, 54 S., ISBN 978-3937082899.
- Felicitas Frischmuth verfremdet und verschlüsselt Alltägliches. [Zum 78. Geburtstag der Literatin]. In:  Saarbrücker Zeitung, Ausgabe St. Wendel vom 2./3. Oktober 2008, S. C8.
- Christoph Schreiner: Die Kunst des „Verunallgemeinerns“. Zum Tod von Felicitas Frischmuth. In: Saarbrücker Zeitung (Kultur) v. 13. August 2009, S. B4.